# Lepus valdarnensis
Espèce
Lepus valdarnensis est une espèce fossile de lagomorphes de la famille des Leporidae.

## Distribution et époque
Ce lièvre a été découvert en Espagne et en Italie. Il vivait à l'époque du Pléistocène.

## Taxinomie
Cette espèce a été décrite pour la première fois en 1889 par le naturaliste Karl Anton Weithofer.

## Protologue
- (de) Karl Anton Weithofer, « Ueber die tertiären Landsaügethiere Italiens », Jahrbuch der Kaiserlich Königlichen Geologischen Reichsanstalt, vol. 39,‎ 1889, p. 56-82.